# Under Siege (2024)
Pour les articles homonymes, voir Under Siege.
L'édition 2024 de Under Siege est un Pay-per-view de catch (lutte professionnelle) produit par la promotion américaine Total Nonstop Action Wrestling. L'événement a lieu le 3 mai 2024 au Washington Avenue Armory à Albany (New York). Il s'agit de la 4e édition de Under Siege.

## Contexte
Les spectacles de la Total Nonstop Action Wrestling sont constitués de matchs aux résultats prédéterminés par les scénaristes de la compagnie. Ces rencontres sont justifiées par des storylines – une rivalité entre catcheurs, la plupart du temps – ou par des qualifications survenues dans les shows. Tous les catcheurs possèdent un gimmick, c'est-à-dire qu'ils incarnent un personnage gentil (Face) ou méchant (Heel), qui évolue au fil des rencontres. Un événement comme Under Siege est donc un événement tournant pour les différentes storylines en cours.

## Tableau des matchs
| Ordre par numéros | Résultat | Stipulation(s)                                                    | Temps |
| --- | --- | ----------------------------------------------------------------- | ----- |
| 1P | VSK bat Rhino | Match simple                                                      | 3:35  |
| 2P | The F.B.I (Ray Jaz et Zack Clayton) (avec Guido) bat The Batiri (Obariyon et Kodama)                                     | Tag Team match                                                    | 4:14  |
| 3P | Laredo Kid (c) bat KC Navarro                                                                                            | Match simple pour le TNA Digital Media Championship               | 6:35  |
| 4 | Josh Alexander et Eric Young battent Steve Maclin et Frankie Kazarian                                                    | Tag Team match                                                    | 12:27 |
| 5 | Ash by Elegance (avec The Personal Concierge) bat Havok (avec Rosemary)                                                  | Match simple                                                      | 5:20  |
| 6 | Joe Hendry bat Zachary Wentz                                                                                             | Match simple                                                      | 5:06  |
| 7 | Alisha Edwards et Masha Slamovich battent Spitfire (Dani Luna et Jody Threat) (c)                                        | Tag Team match pour les TNA Knockouts World Tag Team Championship | 6:28  |
| 8 | Rich Swann (avec A.J. Francis) bat Jake Something                                                                        | Match simple                                                      | 11:30 |
| 9 | Jonathan Gresham bat Kushida                                                                                             | Match simple                                                      | 9:02  |
| 10 | PCO et Jordynne Grace battent KON et Steph De Lander                                                                     | Mixed Tag Team match                                              | 10:57 |
| 11 | Mustafa Ali (c) bat Ace Austin                                                                                           | Match simple pour le TNA X Division Championship                  | 16:34 |
| 12 | The System (Brian Myers, Eddie Edwards et Moose) bat Woken Matt Hardy et Speedball Mountain (Mike Bailey et Trent Seven) | 6-Man Tag Team match                                              | 23:47 |
| La lettre C placée entre parenthèses désigne la personne ou l’équipe championne en titre. P – indique que le match a eu lieu lors du pré-show | |                                                                   |       |